# Charles Ogle

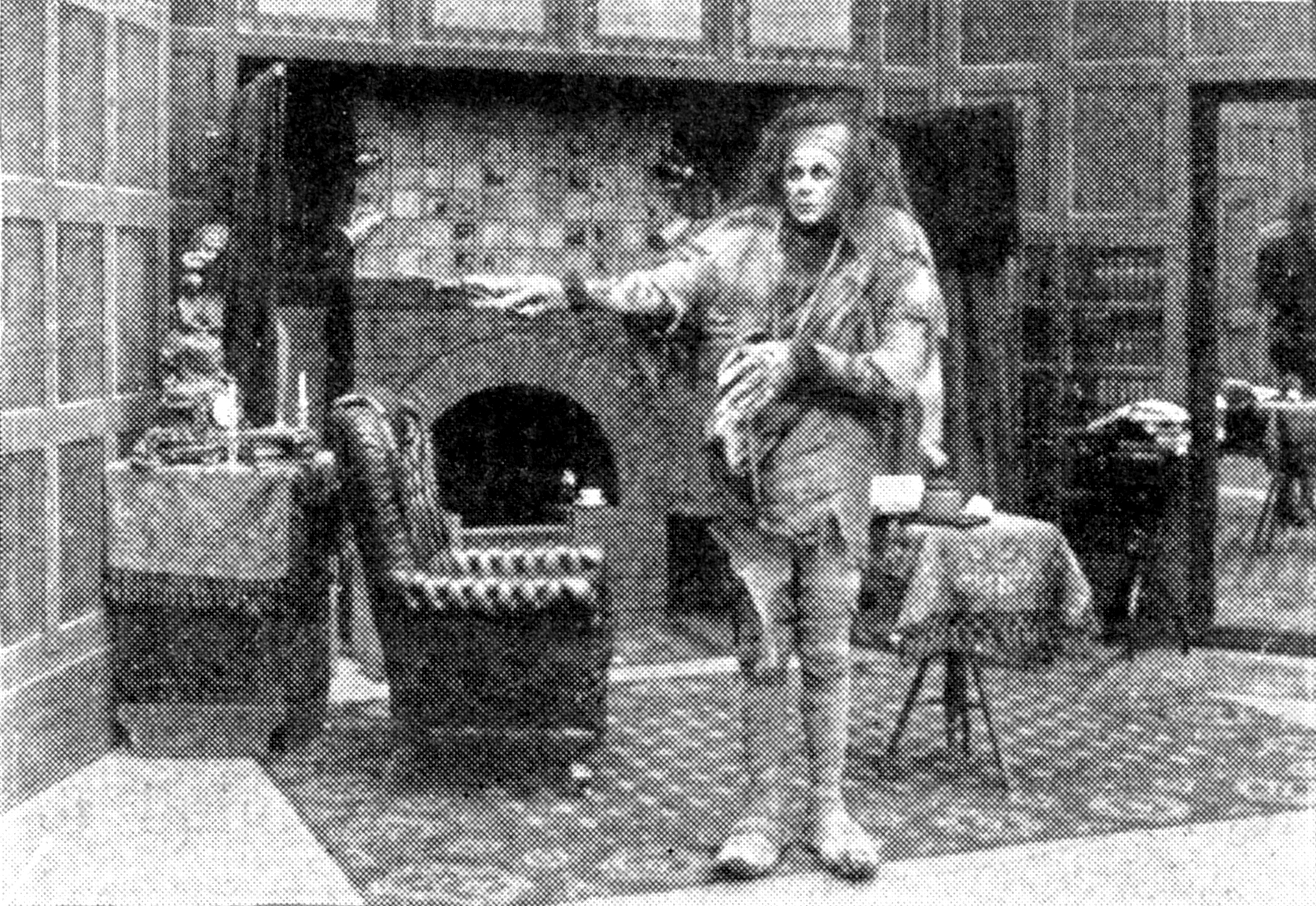
Charles Ogle en Frankenstein (1910)

Charles Stanton Ogle (5 de junio de 1865 – 11 de octubre de 1940) fue un actor cinematográfico de nacionalidad estadounidense, activo en la época del cine mudo.

## Biografía
Nacido en Steubenville, Ohio, Ogle fue en sus inicios actor teatral. Actuó por vez primera en el circuito de Broadway en 1905, en la obra Edmund Burke, una comedia musical dirigida por Edgar Selwyn, y en la que actuaba Jack Pickford. Al siguiente año actuó en Eileen Asthore, en el New York Theatre y, en 1908, también bajo dirección de Selwyn, en Father and Son.
Ninguno de esos espectáculos fue un éxito, y Ogle, que ese año había empezado a trabajar como actor cinematográfico, dejó el teatro para dedicarse a tiempo completo al cine. Comenzó su carrera en el medio los Edison Studios, en el barrio del Bronx, en 1908, actuando en el film The Boston Tea Party, dirigido por Edwin S. Porter. Posteriormente encarnó al monstruo de Frankenstein en la película Frankenstein (1910). En 1911 fue George Washington en How Mrs. Murray Saved the American Army, actuando junto a Miriam Nesbitt, y al año siguiente protagonizó el primer serial cinematográfico, What Happened to Mary? (1912). Ogle fue John Silver el Largo en 1920 en Treasure Island, cinta en la que actuaba Lon Chaney.  A partir de entonces trabajó con asiduidad, llegando a ser un prolífico actor de carácter, rodando en 1926 la última de sus más de 300 actuaciones para el cine.
Charles Ogle falleció en Long Beach, California, en 1940, a causa de una arterioesclerosis. Fue enterrado en el Cementerio Forest Lawn Memorial Park, en Glendale (California).

## Filmografía
- The Boston Tea Party, de Edwin S. Porter (1908)
- Ex-Convict No. 900, de Edwin S. Porter (1908)
- An Unexpected Santa Claus, de Edwin S. Porter (1908)
- The Prince and the Pauper, de J. Searle Dawley (1909)
- Bluebeard, de J. Searle Dawley (1909)
- The Heart of a Clown, de Edwin S. Porter (1909)
- Pardners, de Frank McGlynn Sr. y Edwin S. Porter (1910)
- Frankenstein, de J. Searle Dawley (1910)
- Michael Strogoff, de J. Searle Dawley (1910)
- For Her Sister's Sake, de Edwin S. Porter (1910)
- Her First Appearance, de Edwin S. Porter y Ashley Miller (1910)
- The Farmer's Daughter, de Edwin S. Porter (1910)
- Through the Clouds (1910)
- Arms and the Woman, de Bannister Merwin (1910)
- A Christmas Carol, de J. Searle Dawley, Charles Kent y Ashley Miller (1910)
- Mike, the Miser, de Bannister Merwin (1911)
- The Doctor, de J. Searle Dawley (1911)
- The Iron Master, de Edwin S. Porter (1911)
- Love and the Stock Market (1911)
- At Sword's Points (1911)
- The Disreputable Mr. Raegen (1911)
- The Strike at the Mines (1911)
- A Buried Past (1911)
- Turned to the Wall (1911)
- Aida, de Oscar Apfel y J. Searle Dawley (1911)
- Captain Nell, de Edwin S. Porter  (1911)
- It Served Her Right (1911)
- A Lesson Learned (1911)
- Van Bibber's Experiment, de Ashley Miller (1911)
- The Star Spangled Banner, de J. Searle Dawley (1911)
- The Price of a Man (1911)
- The Minute Man, de Oscar Apfel (1911)
- United States History Series #3: The Battle of Bunker Hill, de Oscar C. Apfel y J. Searle Dawley (1911)
- The Winds of Fate (1911)
- Captain Barnacle's Baby (1911)
- The Modern Dianas (1911)
- The Surgeon's Temptation (1911)
- That Winsome Winnie Smile (1911)
- The Battle of Trafalgar (1911)
- A Cure for Crime (1911)
- The Death of Nathan Hale (1911)
- Foul Play, de Oscar Apfel (1911)
- How Mrs. Murray Saved the American Army, de J. Searle Dawley (1911)
- Her Wedding Ring, de Bannister Merwin (1911)
- The Reform Candidate (1911)
- Love and Hatred (1911)
- The Black Arrow, de Oscar Apfel (1911)
- Home, de Oscar Apfel (1911)
- A Man for All That (1911)
- How Sir Andrew Lost His Vote, de Ashley Miller (1911)
- Uncle Hiram's List (1911)
- A Question of Seconds (1912)
- To Save Her Brother (1912)
- For the Cause of the South, de Bannister Merwin (1912)
- His Secretary, de Bannister Merwin (1912)
- At the Point of the Sword (1912)
- Everything Comes to Him Who Waits, de C.J. Williams (1912)
- Children Who Labor, de Ashley Miller (1912)
- The Yarn of the Nancy Belle (1912)
- For the Commonwealth (1912)
- The Lighthouse Keeper's Daughter, de J. Searle Dawley (1912)
- How Washington Crossed the Delaware (1912)
- Church and Country (1912)
- Winnie's Dance (1912)
- The Insurgent Senator (1912)
- The Dumb Wooing, de Willard Louis (1912)
- The Butler and the Maid (1912)
- Blinks and Jinks, Attorneys at Law (1912)
- Politics and Love (1912)
- Treasure Island, de J. Searle Dawley (1912)
- A Personal Affair (1912)
- The Convict's Parole (1912)
- The Sunset Gun (1912)
- Martin Chuzzlewit, de Oscar Apfel y J. Searle Dawley (1912)
- The Angel and the Stranded Troupe (1912)
- The Father (1912)
- The Close of the American Revolution (1912)
- Nerves and the Man (1912)
- The Sketch with the Thumb Print (1912)
- What Happened to Mary?, de Charles Brabin (1912)
- The Lord and the Peasant (1912)
- Mr. Pickwick's Predicament (1912)
- Alone in New York, de Ashley Miller (1912)
- The Triangle (1912)
- The Dam Builder, de Bannister Merwin (1912)
- The Governor, de Harold M. Shaw (1912)
- The Grandfather, de Harold M. Shaw (1912)
- How Bobby Joined the Circus (1912)
- The Usurer's Grip (1912)
- A Curable Disease (1912)
- Outwitting the Professor (1912)
- Like Knights of Old (1912)
- The Affair at Raynor's (1912)
- For Professional Services (1912)
- The New Member of the Life Saving Crew (1912)
- The Non-Commissioned Officer (1912)
- The Old Reporter (1912)
- Hope, a Red Cross Seal Story (1912)
- Tim, de Charles Brabin (1912)
- Sally Ann's Strategy, de Walter Edwin (1912)
- The Third Thanksgiving, de J. Searle Dawley (1912)
- The Totville Eye, de C.J. Williams (1912)
- On Donovan's Division, de Harold M. Shaw (1912)
- A Clue to Her Parentage, de J. Searle Dawley y Walter Edwin (1912)
- For Her, de Harold M. Shaw (1912)
- It Is Never Too Late to Mend, de Charles M. Seay (1913)
- The Mountaineers, de Charles Brabin (1913)
- The Ambassador's Daughter, de Charles Brabin (1913)
- False to Their Trust (1913)
- The Princess and the Man (1913)
- Barry's Breaking In (1913)
- The Doctor's Photograph (1913)
- The Will of the People, de George Lessey (1913)
- The Ranch Owner's Love-Making (1913)
- Ann (1913)
- The Gauntlets of Washington (1913)
- Mother's Lazy Boy (1913)
- With the Eyes of the Blind (1913)
- The Duke's Dilemma (1913)
- Old Jim (1913)
- The High Tide of Misfortune (1913)
- A Splendid Scapegrace, de Charles J. Grahm (1913)
- When Greek Meets Greek, de Walter Edwin (1913)
- The Prophecy, de Walter Edwin (1913)
- While John Bolt Slept (1913)
- Mary Stuart (1913)
- The Diamond Crown (1913)
- The Robbers, de Walter Edwin (1913)
- The Mystery of West Sedgwick (1913)
- The Awakening of a Man (1913)
- The Green Eye of the Yellow God (1913)
- The Great Physician (1913)
- Hard Cash (1913)
- The Family's Honor, de Richard Ridgely (1913)
- Janet of the Dunes (1913)
- The Doctor's Duty, de George Lessey (1913)
- The Phantom Signal (1913)
- The Gunmaker of Moscow (1913)
- Alexia's Strategy (1913)
- A Tudor Princess, de J. Searle Dawley (1913)
- A Lonely Road (1914)
- The Uncanny Mr. Gumble (1914)
- The Mystery of the Talking Wire (1914)
- The Active Life of Dolly of the Dailies, de Walter Edwin (1914)
- A Treacherous Rival, de Preston Kendall y Bannister Merwin (1914)
- An American King, de George Lessey (1914)
- His Grandchild, de Walter Edwin (1914)
- Courting Betty's Beau (1914)
- With the Eyes of Love (1914)
- The Price of the Necklace (1914)
- The Adventure of the Alarm Clock
- The Man Who Disappeared, de Charles Brabin (1914)
- Andy and the Hypnotist
- A Princess of the Desert (1914)
- Frederick the Great (1914)
- The Double Cross
- His Sob Story (1914)
- The Coward and the Man (1914)
- The Light on the Wall, de Charles Brabin (1914)
- The Man in the Street, de Charles Brabin (1914)
- Molly the Drummer Boy (1914)
- The President's Special, de Charles Brabin (1914)
- The Viking Queen (1914)
- The Witch Girl (1914)
- His Big Chance (1914)
- A Girl of the People (1914)
- The Phantom Cracksman (1914)
- The Heart of the Night Wind (1914)
- A Lonely Salvation (1914)
- The Heart of the Hills, de Walter Edwin (1914)
- The Virtuoso (1914)
- My Lady High and Mighty (1915)
- His Guardian Angel (1915)
- The Bribe, de Lucius Henderson (1915)
- Everygirl (1915)
- The Counterfeit (1915)
- The Laugh That Died (1915)
- The Unhidden Treasure (1915)
- The Golden Spider (1915)
- The Boston Tea Party (1915)
- The Heart Breaker, de Lorimer Johnston (1915)
- Faces in the Night (1915)
- The Honor of the Ormsbys (1915)
- The Girl Who Had a Soul (1915)
- Celeste (1915)
- The Memory Tree (1915)
- The Judgment of Men (1915)
- A Daughter of the Nile (1915)
- Circus Mary (1915)
- The Little White Violet (1915)
- Thou Shalt Not Lie (1915)
- Jeanne of the Woods (1915)
- The Taming of Mary, de Lucius Henderson (1915)
- Under Southern Skies, de Lucius Henderson (1915)
- The Woman Who Lied, de Lucius Henderson (1915)
- The Meddler, de Brinsley Shaw (1915)
- The Tale of the 'C' (1915)
- Shattered Nerves (1916)
- In His Own Trap (1916)
- Borrowed Plumes, de Ben F. Wilson (1916)
- Saved by a Song (1916)
- His Brother's Pal (1916)
- A Social Outcast (1916)
- The Still Voice, de Ben F. Wilson (1916)
- His World of Darkness (1916)
- Their Anniversary (1916)
- Her Husband's Honor
- A Wife at Bay (1916)
- Harmony in A Flat (1916)
- Jim Slocum No. 46393 (1916)
- The Code of His Ancestors (1916)
- The Sheriff of Pine Mountain (1916)
- The Finer Metal (1916)
- The Scarlet Mark (1916)
- The Head of the Family, de Ben F. Wilson (1916)
- The Circular Room (1916)
- A Lucky Gold Piece (1916)
- Aschenbrödel, de Ben F. Wilson (1916)
- Beyond the Trail (1916)
- The Laugh of Scorn (1916)
- The Girl Who Didn't Tell (1916)
- The Broken Spur, de Ben F. Wilson (1916)
- In the Heart of New York (1916)
- Borrowed Plumes, de Wallace Beery (1916)
- The Heir to the Hoorah (1916)
- The Years of the Locust (1916)
- A Wife's Folly (1917)
- On Record (1917)
- Those Without Sin (1917)
- The Cost of Hatred (1917)
- A Romance of the Redwoods (1917)
- The Case of Doctor Standing (1917)
- At First Sight, de Robert Z. Leonard (1917)
- Rebecca of Sunnybrook Farm, de Marshall Neilan (1917)
- The Sunset Trail, de George Melford (1917)
- The Secret Game, de William C. de Mille (1917)
- Nan of Music Mountain, de George Melford y Cecil B. DeMille (1917)
- The Fair Barbarian, de Robert Thornby (1917)
- Jules of the Strong Heart, de Donald Crisp (1918)
- Rimrock Jones (1918)
- The Things We Love (1918)
- Wild Youth, de George Melford (1918)
- The Whispering Chorus, de Cecil B. DeMille (1918)
- (M'Liss, de Marshall Neilan (1918)
- Old Wives for New, de Cecil B. DeMille (1918)
- Believe Me, Xantippe (1918)
- We Can't Have Everything, de Cecil B. DeMille   (1918)
- The Firefly of France, de Donald Crisp (1918)
- Less Than Kin, de Donald Crisp (1918)
- The Source, de George Melford (1918)
- The Goat, de Donald Crisp (1918)
- Too Many Millions, de James Cruze (1919)
- The Squaw Man, de Cecil B. DeMille (1918)
- Under the Top, de Donald Crisp (1919)
- The Dub, de James Cruze (1919)
- Alias Mike Moran, de James Cruze (1919)
- The Poor Boob, de Donald Crisp (1919)
- Something to Do (1919)
- Fires of Faith (1919)
- Men, Women, and Money (1919)
- A Daughter of the Wolf, de Irvin Willat (1919)
- The Heart of Youth (1919)
- The Valley of the Giants, de James Cruze (1919)
- Told in the Hills, de George Melford (1919)
- The Lottery Man, de James Cruze (1919)
- Hawthorne of the U.S.A. (1919)
- Everywoman, de George Melford (1919)
- Young Mrs. Winthrop, de Walter Edwards (1920)
- Jack Straw (1920)
- Treasure Island, de Maurice Tourneur (1920)
- What's Your Hurry? (1920)
- The Prince Chap, de William C. de Mille (1920)
- Conrad in Quest of His Youth (1920)
- Midsummer Madness, de William C. de Mille (1920)
- The Jucklins (1921)
- Brewster's Millions, de Joseph Henabery (1921)
- What Every Woman Knows, de William C. de Mille (1921)
- A Wise Fool (1921)
- Gasoline Gus (1921)
- Crazy to Marry (1921)
- The Affairs of Anatol, de Cecil B. DeMille (1921)
- After the Show (1921)
- Miss Lulu Bett (1921)
- A Homespun Vamp (1922)
- Her Husband's Trademark, de Sam Wood (1922)
- Is Matrimony a Failure? (1922)
- North of the Rio Grande, de Rollin S. Sturgeon (1922)
- The Woman Who Walked Alone (1922)
- Our Leading Citizen (1922)
- If You Believe It, It's So (1922)
- Manslaughter (1922)
- The Young Rajah, de Phil Rosen (1922)
- Thirty Days, de James Cruze (1922)
- Kick In, de George Fitzmaurice (1922)
- Garrison's Finish, de Arthur Rosson (1923)
- Grumpy (1923)
- The Covered Wagon, de James Cruze (1923)
- Sixty Cents an Hour (1923)
- Salomy Jane, de George Melford (1923)
- Los diez mandamientos, de Cecil B. DeMille (1923)
- Flaming Barriers (1924)
- Secrets, de Frank Borzage (1924)
- Triumph, de Cecil B. DeMille (1924)
- The Bedroom Window (1924)
- Merton of the Movies, de James Cruze (1924)
- The Alaskan (1924)
- The Border Legion, de William K. Howard (1924)
- The Garden of Weeds (1924)
- The Golden Bed, de Cecil B. DeMille (1925)
- Contraband, de Alan Crosland (1925)
- The Thundering Herd, de William K. Howard (1925)
- Code of the West, de William K. Howard (1925)
- One Minute to Play (1926)
- The Flaming Forest (1926)